# Гельмерт, Фридрих Роберт
Фридрих Роберт Ге́льмерт (нем. Friedrich Robert Helmert; 31 июля 1843, Фрайберг — 15 июня 1917, Потсдам) — германский учёный-геодезист.
Член Прусской академии наук (1900), иностранный член-корреспондент Петербургской академии наук (1907), иностранный член Лондонского королевского общества (1908), член Шведской королевской академии наук (1905). За свои работы был награждён несколькими десятками немецких и иностранных орденов.

## Биография
Фридрих Роберт Гельмерт родился 31 июля 1843 года в Саксонии в городе Фрайберге.
Получил образование в Дрездене и по окончании курса политехникума в 1863 году поступил ассистентом на саксонскую триангуляцию.
За сочинение «Studien über rationelle Vermessungen im Gebiete der höheren Geodäsie» получил в 1868 году степень доктора философии и назначен наблюдателем в гамбургскую обсерваторию. Во время работы в обсерватории открыл лунный кратер, который в настоящее время носит его имя «Helmert».
В 1870 году был назначен профессором геодезии в Аахенский политехнический институт.
С 1886 года занимал должность директора прусского геодезического института в городе Потсдаме и одновременно (с 1887) являлся профессором геодезии Берлинского университета.
Кроме многочисленных статей математического и геодезического содержания в повременных ученых изданиях, его перу принадлежат труды: «Ausgleichungsrechnung nach der Methode der kl. Quadrate» (1872) и «Die Mathematischen und Physikalischen Theorien der Höheren Geodäsie» (1880 и 1884). Согласно ЭСБЕ: «Последнее сочинение, особенно второй его том, занимает в геодезической литературе весьма почетное место».
Фридрих Роберт Гельмерт скончался 15 июня 1917 года в городе Потсдаме.

## Память
В 1973 г. Международный астрономический союз присвоил имя Фридриха Гельмерта кратеру на видимой стороне Луны.